# 腹斑犀鱈
腹斑犀鱈，為輻鰭魚綱鱈形目海鰗鰍科的其中一種，為溫帶海水魚，西北太平洋日本九州福岡海域，體長可達5.4公分，棲息在沿岸水域，生活習性不明。

## 扩展阅读
維基物種上的相關：腹斑犀鱈